# Dysmorfia mięśniowa

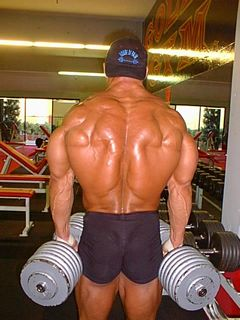
Trening siłowy

Dysmorfia mięśniowa (bigoreksja) – zaburzenie psychiczne polegające na subiektywnym odczuwaniu niedostatku estetyki własnego ciała, wskutek posiadania rzekomo niewystarczającej masy mięśniowej. Jest odmianą dysmorfofobii.

## Epidemiologia
Schorzenie to dotyczy około 10% wyczynowo uprawiających kulturystykę osób płci męskiej. Swój początek bierze pod koniec okresu dojrzewania, często dotykając osoby wcześniej rzeczywiście wątłe, mające problemy z funkcjonowaniem w grupie rówieśniczej lub zaburzone relacje z bliskimi (np. rodzicami). Może współistnieć z zaburzeniami depresyjnymi.

## Patomechanizm
Treningi, mające na celu wzmocnienie ciała i poprawę poczucia własnej wartości, pomimo upływu czasu nie przynoszą takiego subiektywnego efektu psychicznego (pomimo pojawienia się obiektywnie właściwych efektów fizycznych). Podnoszenie ciężarów przybiera charakter kompulsywny. Powiększanie masy mięśniowej stanowi rodzaj myśli nadwartościowej, której podporządkowane są wszystkie inne aspekty życia. Chory perfekcjonistycznie skupia się na sobie i własnych dążeniach. Unika kontaktów towarzyskich, traktując je jako niepotrzebną stratę czasu, kolidującą z planem treningowym, zmuszają do rozmów na tematy inne niż rozwój ciała. Stawia sobie wygórowane wymagania, których osiągnięcie nigdy nie następuje, nie oczekuje natomiast aprobaty od innych. Ocenia siebie jako osobę zbyt szczupłą, podobnie jak chory cierpiący na anoreksję postrzega siebie jako osobę zbyt grubą (niezależnie od tego jak niską masę ciała posiada). Z tego też powodu dysmorfię mięśniową dawniej nazywano odwrotną anoreksją (reverse anorexia). Jako pierwszy zjawisko to opisał prof. Harrison G. Pope z Harvard Medical School.
Dysmorfia mięśniowa nie zagraża życiu w takim stopniu jak anoreksja, niemniej stanowi istotny problem medyczny. Osoby nią dotknięte bardzo częstą sięgają po środki stymulujące rozwój tkanki mięśniowej jak steroidy anaboliczno-androgenne. Przyjmują je w niekontrolowanych ilościach, narażając się na pełny zakres ich działań niepożądanych.

## Rozpoznanie
Kryteria rozpoznania według H. Pope zawierają:
- zaabsorbowanie uporczywą myślą, że ciało nie jest wystarczająco umięśnione; spędzanie wielu godzin w siłowni i stosowanie wymagających diet;
- nadmierne zaabsorbowanie budową własnego ciała, prowadzące do pogorszenia funkcjonowania na innych polach życia rodzinnego, społecznego i zawodowego:
  - częsta ocena wizualna własnych mięśni w lustrze, sprawdzanie obwodów mięśni wszystkich partii ciała, porównywanie ich z wymiarami mistrzów kulturystyki,
  - podporządkowywanie rozkładu zajęć treningom i rezygnacja z zajęć mogących skrócić trening,
  - kontynuowanie treningów i diety nawet w sytuacji gdy pogarszają one samopoczucie, bądź stanowią zagrożenie dla zdrowia,
  - unikanie sytuacji mogących prowadzić do pokazania własnego ciała (basen, plaża) - niezależnie jak silnie jest już ono umięśnione, wygląd pozostaje wciąż niesatysfakcjonujący.

## Leczenie
Obejmuje ono psychoterapię behawioralną i psychodynamiczną, a w razie współistnienia zaburzeń depresyjnych - również leczenie farmakologiczne. Niezależnie od tego leczenia mogą występować uszkodzenia narządów wewnętrznych wywołane nadmiernym przyjmowaniem hormonów anabolicznych.